# Xuedou Shan
Xuedou Shan är ett berg i Kina. Det ligger i provinsen Zhejiang, i den östra delen av landet, omkring 110 kilometer sydost om provinshuvudstaden Hangzhou. Toppen på Xuedou Shan är 742 meter över havet.
Runt Xuedou Shan är det tätbefolkat, med 411 invånare per kvadratkilometer. Närmaste större samhälle är Simingshan, 5,8 km norr om Xuedou Shan. I omgivningarna runt Xuedou Shan växer i huvudsak blandskog.
Genomsnittlig årsnederbörd är 1 996 millimeter. Den regnigaste månaden är juni, med i genomsnitt 338 mm nederbörd, och den torraste är januari, med 70 mm nederbörd.